# Lista de prêmios e indicações recebidos por Nickelback
Este anexo é uma  lista de prêmios e indicações recebidos por Nickelback, uma banda canadense de rock formada em Hanna, Alberta e atualmente constituída por Chad Kroeger (vocalista e guitarrista), Mike Kroeger (baixista), Daniel Adair (baterista) e Ryan Peake (guitarrista e vocal de apoio). A banda é considerada um dos grupos de maior sucesso comercial do Canadá, tendo vendido mais de 50 milhões de álbuns em todo o mundo, além de ser a segunda banda estrangeira que mais vendeu nos Estados Unidos nos anos 2000, atrás somente da britânica The Beatles. A Billboard elegeu o Nickelback como o melhor grupo de rock da década, e a canção "How You Remind Me" como o melhor single de rock e quarto melhor single da década.
Nickelback foi reconhecido por várias cerimônias de premiação canadenses; a banda recebeu doze prêmios de vinte e oito indicações ao Juno Awards e sete prêmios de quinze nomeações nos MuchMusic Video Awards. A agrupação também recebeu dois prêmios de seis nomeações nos American Music Awards e três prêmios de cinco indicações nas Billboard Music Awards. A banda já recebeu seis nomeações ao Grammy Awards, mas não ganhou nenhuma delas. Em 2006, Nickelback receber um prêmio no World Music Awards para Best Selling Artist rock do mundo, batendo algumas bandas bem conhecidas como Green Day, Red Hot Chili Peppers e Coldplay. O grupo foi introduzido na Calçada da Fama do Canadá em 2007. No mesmo ano, recebeu um prêmio por Peoples Choice Awards para a categoria Grupo Favorito. No geral, Nickelback recebeu 32 prêmios de 78 nomeações.

## Grammy Awards
| Ano  | categoria                    | Género | Título                      | Resultado |
| ---- | ---------------------------- | ------ | --------------------------- | --------- |
| 2003 | Álbum do Ano                 |        | "How You Remind Me"         | Nomeado   |
| 2004 | Melhor Música Rock           | Rock   | "Someday"                   | Nomeado   |
| 2004 | Melhor Álbum Rock            | Rock   | The Long Road               | Nomeado   |
| 2005 | Melhor Actuação de Hard Rock | Rock   | "Feelin' Way Too Damn Good" | Nomeado   |
| 2008 | Melhor Actuação Rock         | Rock   | "If Everyone Cared"         | Nomeado   |

## Prêmios Billboard Music
| Ano  | Categoria                  | Título                | Resultado |
| ---- | -------------------------- | --------------------- | --------- |
| 2006 | Artista do Ano             | Nickelback            | Vencedor  |
| 2006 | Álbum Rock do Ano          | All the Right Reasons | Vencedor  |
| 2006 | Álbum do Ano               | All the Right Reasons | Nomeado   |
| 2006 | Dueto/Grupo do Ano         | Nickelback            | Vencedor  |
| 2006 | Hot 100 - Duo/Grupo do Ano | Nickelback            | Vencedor  |

## Prêmios American Music
| Data          | Data                  | Categoria                                       | Resultado |
| ------------- | --------------------- | ----------------------------------------------- | --------- |
| Janeiro 2003  | American Music Awards | Banda Pop/Rock Dueto/Grupo Favorito             | Nomeado   |
| Novembro 2004 | American Music Awards | Banda Pop/Rock Dueto/Grupo Favorito             | Nomeado   |
| Novembro 2006 | American Music Awards | Banda Pop/Rock Dueto/Grupo Favorito             | Nomeado   |
| Novembro 2006 | American Music Awards | Artista Alternativo Favorito                    | Nomeado   |
| Novembro 2006 | American Music Awards | Álbum Pop/Rock Favorito (All the Right Reasons) | Vencedor  |
| Novembro 2007 | American Music Awards | Banda Pop/Rock Dueto/Grupo Favorito             | Vencedor  |

## Prêmios People's Choice
| Data         | Categoria      | Resultado |
| ------------ | -------------- | --------- |
| Janeiro 2007 | Grupo Favorito | Vencedor  |

## Juno Awards
| Ano  | Categoria                       | Título                                  | Resultado |
| ---- | ------------------------------- | --------------------------------------- | --------- |
| 2001 | Melhor Novo Grupo               | Nickelback                              | Vencedor  |
| 2002 | Melhor Álbum                    | Silver Side Up                          | Nomeado   |
| 2002 | Melhor Single                   | "How You Remind Me"                     | Vencedor  |
| 2002 | Melhor Grupo                    | Nickelback                              | Vencedor  |
| 2002 | Melhor Álbum Rock               | Silver Side Up                          | Vencedor  |
| 2003 | Música do Ano                   | "Spiderman Soundtrack"/"Silver Side Up" | Vencedor  |
| 2003 | Prémio Juno Fan Choice          | Nickelback                              | Nomeado   |
| 2004 | Álbum do Ano                    | The Long Road                           | Nomeado   |
| 2004 | Grupo do Ano                    | Nickelback                              | Vencedor  |
| 2004 | Álbum Rock do Ano               | The Long Road                           | Nomeado   |
| 2004 | Single do Ano                   | "Someday"                               | Nomeado   |
| 2004 | Prémio Juno Fan Choice          | Nickelback                              | Vencedor  |
| 2005 | Produtor do Ano Jack Richardson | Nickelback                              | Nomeado   |
| 2006 | Álbum do Ano                    | All the Right Reasons                   | Nomeado   |
| 2006 | Grupo do Ano                    | Nickelback                              | Vencedor  |
| 2006 | Álbum Rock do Ano               | All the Right Reasons                   | Vencedor  |
| 2006 | Produtor do Ano Jack Richardson | Nickelback                              | Nomeado   |
| 2006 | Prémio Juno Fan Choice          | Nickelback                              | Nomeado   |
| 2006 | Single do Ano                   | "Photograph"                            | Nomeado   |
| 2007 | Prémio Juno Fan Choice          | Nickelback                              | Nomeado   |
| 2007 | Produtor do Ano                 | Nickelback                              | Nomeado   |

## Prêmios MuchMusic Video
| Ano  | Categoria                                    | Título              | Resultado |
| ---- | -------------------------------------------- | ------------------- | --------- |
| 2002 | Melhor Vídeo                                 | "Too Bad"           | Vencedor  |
| 2002 | Melhor Vídeo Rock MuchLoud                   | "Too Bad"           | Vencedor  |
| 2006 | Melhor Vídeo Rock MuchLoud                   | "Photograph"        | Vencedor  |
| 2007 | Melhor Vídeo                                 | "If Everyone Cared" | Nomeado   |
| 2007 | Melhor Vídeo Rock MuchLoud                   | "If Everyone Cared" | Nomeado   |
| 2007 | Prémio MuchMoreMusic                         | "Far Away"          | Vencedor  |
| 2007 | Melhor Vídeo Internacional Canadense         | "Far Away"          | Nomeado   |
| 2007 | Grupo Canadense Favorito: Escolha do Público | "Far Away"          | Nomeado   |